# 3号線バタフライ
3号線バタフライは1999年に結成された韓国のロックバンド。ハックルベリーフィンで活動したナム・サナ、キム・サンウと99で活動したソン・キワンらにより結成され、現在はナム・サナ、ソン・キワン、キム・ナミュンで構成されている。
2000年にデビューアルバム《Self-Titled Obsession》を発売し、2002年にはドラマ《勝手にしやがれ》 OSTに参加して知名度が上がった。
2009年には結成10周年を迎え、2009年11月19日にはサード・アルバム《Time Table》(2004年)から5年ぶりのCDにあたるEP 《Nine Days or a Million》を発売した。
2019年2月16日にソウルのホンイク大学校近くのパブ The Convent で「しばらくさようなら」と題するライブを行なった後、活動を休止している。

## メンバー
- ナム・サナ（남상아）: ボーカル
- ソン・キワン（성기완）: ボーカル
- キム・ナミュン（김남윤）: ベース

## 過去のメンバー
- パク・ヒョンジュン (박현준)
- キム・キュヒョン (김규형): ベース
- キム・サンウ (김상우): ドラム
- フィル (휘루): 奚琴（現在ソロ活動中）
- ソン・ギョンホ (손경호): ドラム（現在バンド The MoonShiners で活動中）

## ディスコグラフィー

### アルバム
- 2012年 Dreamtalk
- 2010年 Remastered I-III Boxset
- 2004年 Time Table (パステル・ミュージック)
- 2002年 Oh! Silence (ドリームビット)
- 2001年 Self-Titled Obsession

### EP
- Ice Cube (2012年4月9日) - 英語ver.
- Nine Days or a Million (2009年11月19日、サンナパル・ミュージック & ビットボール・ミュージック)

### OST
- 2002年 3号線バタフライ in 勝手にしやがれ O.S.T